# George Ernest Wright
George Ernest Wright (Ohio, 5 settembre 1909 – Harvard, 29 agosto 1974) è stato un biblista, archeologo, pastore protestante accademico statunitense esperto del Vicino Oriente Antico.
Fu uno dei principali studiosi dell'Antico Testamento e dell'archeologia biblica, noto per il suo lavoro nell'attribuzione e nella datazione della ceramica. 

Aderì al Movimento Teologico Biblico, un approccio allo studio biblico protestante, particolarmente in voga negli anni 1940 e 1960 fra i presbiteriani statunitensi, e fortemente influenzato dalla teologia dialettica.
Il movimento rimase distante sia dalla Teologia della liberazione che dal Radicalismo cristiano.

## Biografia
Figlio di un ministro presbiteriano di Zanesville, frequentò il Collegio privato di arti liberali di Wooster, e nel 1934 conseguì il Bachelor of Divinity al Seminario Teologico "McCormick" di Chicago. Lo stesso anno fu ordinato ministro della Chiesa Presbiteriana.
Sotto la direzione di William Foxwell Albright studiò all'Università Johns Hopkins, ottenendo il Master of Arts nel 1934 e il PhD nel 1937.

Il 31 luglio sposò Emily E. DeNyse dalla quale ebbe quattro figli.
Dal 1939 al 1958 insegnò storia e teologia dell'Antico Testamento al Seminario McCormick, nel quale si era formato. Nel 1958 entrò a far parte dell'Harvard Divinity School, presso la sede di Cambridge (nel Massachusetts). A partire dal 1961, divenne anche Curatore del Museo Semitico dell'università, con Nelson Glueck, incarico che ricoprì fino alla morte per infarto, sopraggiunta nel 1974. Dal 1964 al 1965, diresse l'Hebrew Union College di Gerusalemme.
Wright fu autore di numerose monografie e articoli in relazione ad argomenti che spaziano dalla teologia biblica all'archeologia palestinese. Fu un convinto assertore dell'importanza dello studio dell'Antico Testamento per la fede cristiana, e nel 1938 fondò la rivista trimestrale The Biblical Archaeologist, odierna Near Eastern Archaeology Magazine con l'intento di fornire a un ampio pubblico generalista una conoscenza aggiornata e non tecnica delle scoperte archeologiche relative al testo biblico.
Nel corso della sua carriera accademica, diresse tre spedizioni archeologiche:
- dal 1956 al 1974: spedizione archeologica "Drew-McCormick" a Sichem, finanziata dalla Drew University di Madison, dal Seminario Teologico McCormick e dall'American Schools of Oriental Research[9], e coordinata dall'archeologo austriaco Camillo Praschniker e da Ernst Sellin[10][11];
- dal 1964 al 1965: Hebrew Union College Biblical and Archaeological School Expedition, a Tel Gezer[12]. Gli scavi durarono dieci anni e portarono alla luce reperti dal Calcolitico al periodo romano. Procedettero sotto gli auspici dell'Hebrew Union College-Jewish Institute of Religion e dell'Harvard Semitic Museum, diretti da J.D. Seger nell'ultimo biennio 1972-74[13]
- dal 1971 al 1974: spedizione congiunta a Idalion, nell'isola di Cipro, formata da un gruppo di 40 persone fra archeologi e volontari, sponsorizzati dalla American Schools of Oriental Research e dalla sede di Nicosia dell'Istituto per gli Studi Ciprioti dell'Università di New York[14][15]. ASOR fu il primo soggetto straniero a recarsi in terra cipriota: l'area divenne di loro interesse, poiché fu la prima provincia dell'Impero romano a essere governata dai cristiani, dopo l'opera evangelizzatrice di San Paolo e San Barnaba e la conversione del proconsole romano Sergio Paolo.[16]